# Marcela Martínez Roaro
Marcela Martínez Roaro (Cd. de México, 30 de octubre de 1943) abogada, docente, educadora sexual y luchadora a favor de los derechos sexuales y reproductivos.
Es la primera abogada en México en realizar el estudio de los delitos sexuales en su contenido jurídico y sexológico y posteriormente, el de los derechos sexuales y reproductivos en el marco de la Constitución Política de los Estados Unidos Mexicanos.
Fue presidenta de la Federación Mexicana de Educación Sexual y Sexología, A. C. (FEMESS) y Presidenta del Centro de Capacitación para el Desarrollo Comunitario, A. C. (CECADEC) y Coordinadora Académica del Instituto Superior de Educación Sexual, A. C. (ISES).
Ha destacado por sus acciones a favor de la protección y promoción de la educación sexual en México y, especialmente, en el estado de Aguascalientes.

## Educación
Marcela Martínez Roaro nació el 30 de octubre de 1943 en la Cd. de México. Inició sus estudios en la secundaria en la Escuela Secundaria No. 11 "Adriana García Corral" y estudió el bachillerato en la Escuela Nacional Preparatoria No. 1.
Estudió la Licenciatura en Derecho en la Facultad de Derecho de la Universidad Nacional Autónoma de México (UNAM) y la especialización en Docencia en el Centro de Investigaciones y Servicios Educativos (CISE) de la UNAM. Realizó la acreditación como educadora y consejera en sexualidad, Asociación Mexicana de Educación Sexual y Consejo de Calificación Profesional.

## Trayectoria profesional
Como profesional en el área de derecho penal, Martínez Roaro fue catedrática de Derecho penal por oposición, durante doce años, en la Facultad de Derecho de la UNAM. Fungió como coordinadora académica del Instituto Superior de Educación Sexual, A. C. (ISES), del cual fue también fundadora. Por lo anterior, ella es considera como uno de los referentes de la sexología, en México, caracterizándose por su visión feminista en la investigación.
En cuanto a su labor administrativa, fue presidente y fundadora del Centro de Capacitación y Desarrollo Comunitario, A. C. (CECADEC), en 1988, y del ISES, en 1999. Posterior de ser miembro activo de diversos institutos de sexología, fue nombrada presidenta de la Federación Mexicana de Educación Sexual y Sexología en 2011 durante el VIII Congreso Nacional en Tuxtla Gutiérrez, Chiapas. Desempeñó dicha función durante los periodos de 2011-2013 y de 2013-2015.
A lo que respecta con su labor como activista, Martínez Roaro ha denunciado, en diversas ocasiones, la intromisión de la Iglesia, actos de violencia y fallas en programas gubernamentales de Salud, los cual constituyen, para su punto de vista, discriminación por motivo de género.

## Producción Académica
Marcela Martínez escribió diversos libros y artículos en materia de justicia y derechos a la salud sexual y reproductiva. Su colección comprende las siguientes obras:

### Publicaciones
- 1975, Derechos y delitos sexuales y reproductivos[7]
- 1994, Delitos sexuales[8]
- Delitos sexuales: sexualidad y derecho[9]
- Marco legal de las expresiones eróticas / Legal rules of the erotic expressions (1994)[10]
- Marco legal de las expresiones erótica s[11]
- Delitos sexuales: incluye delitos contra la correcta formación del menor, la libertad sexual y la moral social en lo sexual[12]
- 2003, Coautora del manual “Violencia Sexual. Atención a Víctimas”, editado por el Comité Promotor por una Maternidad sin Riesgos.[12]
- 2010, "El Derecho a no Creer en Dios. Laicidad, Sexualidad y política”, colección de la Editorial Filo de Agua.

### Participación en conferencias y eventos de divulgación
- 1996 presidió el Comité Local Organizador del Primer Congreso Nacional de Educación Sexual y Sexología FEMESS en la ciudad de Aguascalientes .
- IX Congreso Nacional de Educación Sexual y Sexología FEMESS (Federación Mexicana de Educación Sexual y Sexología)

## Premios
2009- Reconocimiento por la Participación Ciudadana a Favor de las Mujeres de Aguascalientes, por la Comisión de Equidad de Género de la XL Legislatura del Congreso del Estado de Aguascalientes. 
2017 - Premio “Juana Belem Gutiérrez de Mendoza”, por su trayectoria y aportación al movimiento político feminista.